# Schelde-Rhein-Kanal

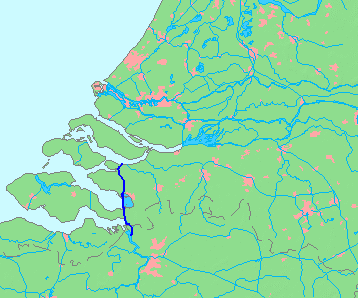
Lage der Rhein-Schelde-Verbindung

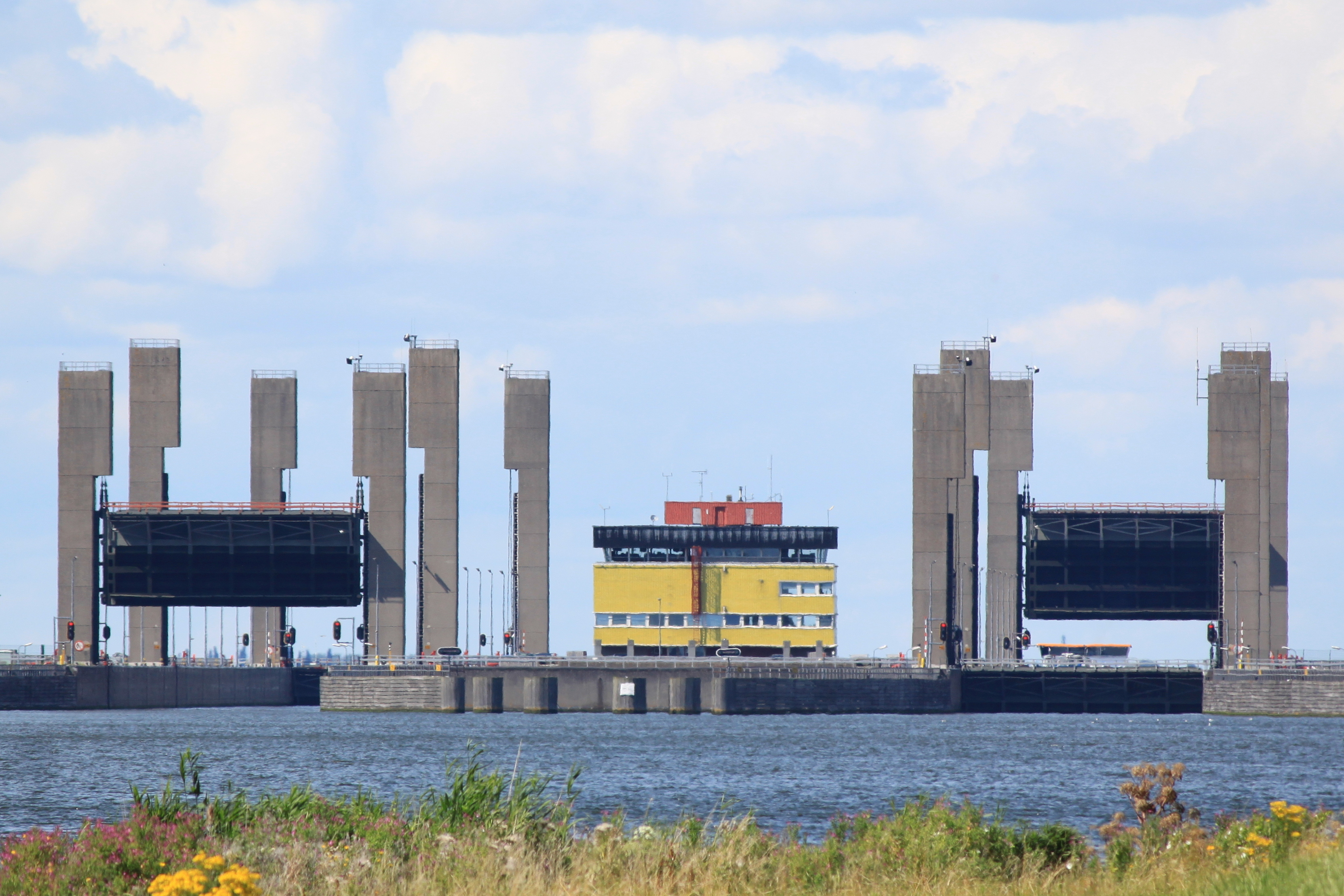
Blick auf die Kreekrakschleusen

Der Schelde-Rhein-Kanal (niederländisch Schelde-Rijnkanaal, englisch Scheldt–Rhine Canal) ist 35 Kilometer lang, verläuft von Antwerpen zum Volkerak und ist ein Teil der Schelde-Rheinverbindung. Diese verbindet Antwerpen mit allen Flüssen im Rhein-Maas-Delta. Die Gesamtlänge beträgt rund 50 Kilometer. 

## Geschichte
In den 1920er Jahren forderte die belgische Regierung einen Ersatz für den Kanal durch Zuid-Beveland, um den Hafen von Antwerpen für die lukrative Handelsschifffahrt auf dem Rhein weiterhin zugänglich zu halten. Nach dem ursprünglichen Plan sollte der neue Kanal Antwerpen direkt mit Moerdijk am Hollands Diep verbinden, aber nach dem Zweiten Weltkrieg und der Flutkatastrophe von 1953 beschloss die niederländische Regierung, dass der neue Kanal Teil der Deltawerke sein sollte, und schlug eine weiter westlich gelegene Route vor. Sie sollte denselben Verlauf wie der alte Fluss Striene nehmen. Nachdem die belgische Regierung den Plänen 1963 zugestimmt hatte, begannen die Arbeiten am Kanal. Der Kanal wurde 1975 eröffnet.

## Verlauf
Der Kanal beginnt in Antwerpen und durchquert Süd-Beveland nahe der Grenze zu Noord-Brabant. An der Nordseite von Süd-Beveland endet der Antwerpener Teil des Kanals in der seeländischen Gemeinde Reimerswaal an dem Kreekrakschleusenkomplex mit zwei Schleusen von je 310 Metern Länge und 24 Metern Breite. Diese besitzen auch noch ein Mitteltor. In diesen Schleusen wird das Salzwasser vom Süßwasser getrennt, da der hinter der Schleuse liegende Teil durch Süßwassergebiet führt. Durch die Eröffnung des Main-Donau-Kanals am 25. September 1992 ist der Hafen von Antwerpen über den Schelde-Rhein-Kanal direkt mit dem Schwarzen Meer verbunden.
Danach durchquert der Kanal zwischen dem Oesterdam und der Markiezaatskade das Zoommeer. Der Hafen von Bergen op Zoom ist durch einen kurzen Stichkanal durch eine Schleuse zu erreichen. Weiter führt der Kanal über die frühere Eendracht (Fahrwasser) zwischen der Insel Tholen und dem Festland von Nord-Brabant weiter an Sint-Philipsland vorbei, ins Volkerak. Über die Volkerak-Schleusen und die Dordtsche Kil erreicht man Rotterdam, über die Nieuwe Merwede die Waal.
Der Kanal ist von Kreekrak bis zu den drei Volkerakschleusen tidefrei. Früher hatte man Pläne, den Kanal auf belgischer Seite in Richtung De Kempen weiterzuführen, dies wurde aber wegen zahlreicher Proteste aufgegeben.
Die Schleusen sind 326,5 Meter lang und 24 Meter breit, der Kanal ist für Schubverbände mit vier Leichtern befahrbar. Neben den drei Hauptschleusen gibt es noch eine Schleuse für die Freizeitschifffahrt.

## Transportaufkommen 2005
Insgesamt passierten die Volkerakschleusen im Jahr 2005:
- 118.000 Berufsschiffe und 43.000 Freizeitschiffe
- es wurden 98.525 Millionen Tonnen Ladung befördert
- es wurden 1,5 Millionen TEU befördert
- es wurden 13.000 Leichter geschleust
- 17.000 Schiffe mit gefährlicher Ladung passierten die Schleusen.

## Brücken
Eine Anzahl Brücken führt über den Kanal:
- die Sankt-Philipsland-Brücke zwischen Steenbergen und Sankt-Phlipsland (N257)
- die Vossemeer-Brücke zwischen Oud- und Nieuw Vossemeer
- die Tholen-Brücke Verbindung Tholen-Halsteren
- bei der Kreekrakschleuse drei Brücken:
- Straßenbrücke N289 zwischen Rilland und Hoogerheide
- Eisenbahnbrücke der Seelandlinie
- Autobahnbrücke A58
- die Brücke bei Bath
- die Noordlandbrücke in Zandvliet (Belgien in der Nähe der A12, der niederländischen A4)